# Serge Gainsbourg N° 2
N° 2 è il secondo album discografico del cantautore francese Serge Gainsbourg, pubblicato nel 1959.

## Tracce
1. Le Claqeur de Doigts – 3:07
2. La Nuit d'Octobre – 3:05
3. Adieu Créature – 2:11
4. L'Anthracite – 2:32
5. Mambo Miam Miam – 2:35
6. Indifférente – 2:17
7. Jeunes Femmes et Vieux Messieurs – 2:04
8. L'Amour à la Papa – 2:48

## Formazione
- Serge Gainsbourg - voce
- Alain Goraguer - arrangiamenti ed orchestra